# Joris van Eijnatten
Joris van Eijnatten (Málaga, 11 februari 1964) is een Nederlands historicus gespecialiseerd in de Europese en Nederlandse cultuurgeschiedenis en met een bijzondere belangstelling voor "digital humanities". 
Als geschiedkundige heeft Van Eijnatten bijzondere belangstelling voor de geschiedenis van communicatie, ideeën, religie en de cultuur van Europa in het algemeen en van Nederland in het bijzonder. Hij heeft talrijke publicaties op zijn naam staan over zeer diverse onderwerpen, waaronder tolerantie, communicatie, de preek en Willem Bilderdijk. Samen met Fred van Lieburg schreef hij Nederlandse religiegeschiedenis (2005), een overzicht van tweeduizend jaar geschiedenis van religie in Nederland.
Van Eijnatten was aan de Vrije Universiteit Amsterdam werkzaam als universitair hoofddocent. In oktober 2007 werd hij benoemd tot hoogleraar cultuurgeschiedenis aan dezelfde universiteit, in juli 2009 tot hoogleraar cultuurgeschiedenis aan de Universiteit Utrecht . Hij heeft onder meer tot taak promovendi te begeleiden bij het schrijven van een proefschrift of dissertatie op het gebied van de cultuurgeschiedenis, inclusief de geschiedenis van media en communicatie en van religie in de breedste zin van het woord.
In 2020 werd Joris van Eijnatten directeur bij het eScience Center in Amsterdam, hij volgde daarmee Wilco Hazeleger op die naar de Universiteit Utrecht vertrok.